# Japanischer Stierkopfhai
Der Japanische Stierkopfhai (Heterodontus japonicus) ist ein 90 bis 110 cm langer Stierkopfhai mit auffallenden dunklen Sattelstreifen. Er kommt nur im westlichen Nordpazifik vor der Küste von Japan, Korea, Nord-China und Taiwan vor.

## Aussehen und Merkmale
Der Japanische Stierkopfhai hat in der Regel eine Körperlänge von 90 bis 110 cm. Er hat eine hellbraune Körperfärbung mit breiten, dunkelbraunen Sattelstreifen.
Der Hai besitzt einen zylindrischen Körper mit einem konisch geformten Kopf. Die Schnauze ist sehr klein und breit gerundet, die Augenwülste sind niedrig ausgeprägt. Er besitzt eine Afterflosse und zwei Rückenflossen, die beide bedornt sind. Die erste Rückenflosse beginnt über der Mitte der Brustflossen, die zweite Rückenflosse über dem Ende der Bauchflossen. Der Hai besitzt fünf vergleichsweise lange Kiemenspalten und ein kleines Spritzloch (Spiraculum) unterhalb des Auges.

## Lebensweise
Der Japanische Stierkopfhai ist eine relativ häufige Art im Bereich des Kontinentalschelfs sowie an Inselsockeln, wo er in Küstennähe (Gezeitenzone) nahe dem Meeresboden in 6 bis 37 m Tiefe lebt. Dabei bevorzugt er steinige oder mit Seegras (Kelp) bewachsene Untergründe, auf denen er mit Hilfe seiner Brustflossen „gehen“ kann. Er ernährt sich vor allem von Weichtieren, jagt jedoch auch andere wirbellose Tiere wie Krebse und Seeigel sowie kleine Fische.
Er ist wie alle Stierkopfhaie eierlegend (ovipar) und legt relativ einfach gebaute Eier ab. Diese besitzen flache Kämme, die diagonal zur Schalenachse verlaufen und kurze Hornfäden an den Enden der Eischale. Mehrere Weibchen legen saisonal jeweils zwei Eier gemeinsam unter steinigen Unterschlüpfen ab. Die Junghaie schlüpfen nach etwa 12 Monaten mit einer Größe von etwa 18 cm. Die Geschlechtsreife erreichen die Tiere bei einer Länge von ungefähr 70 cm.

## Verbreitung

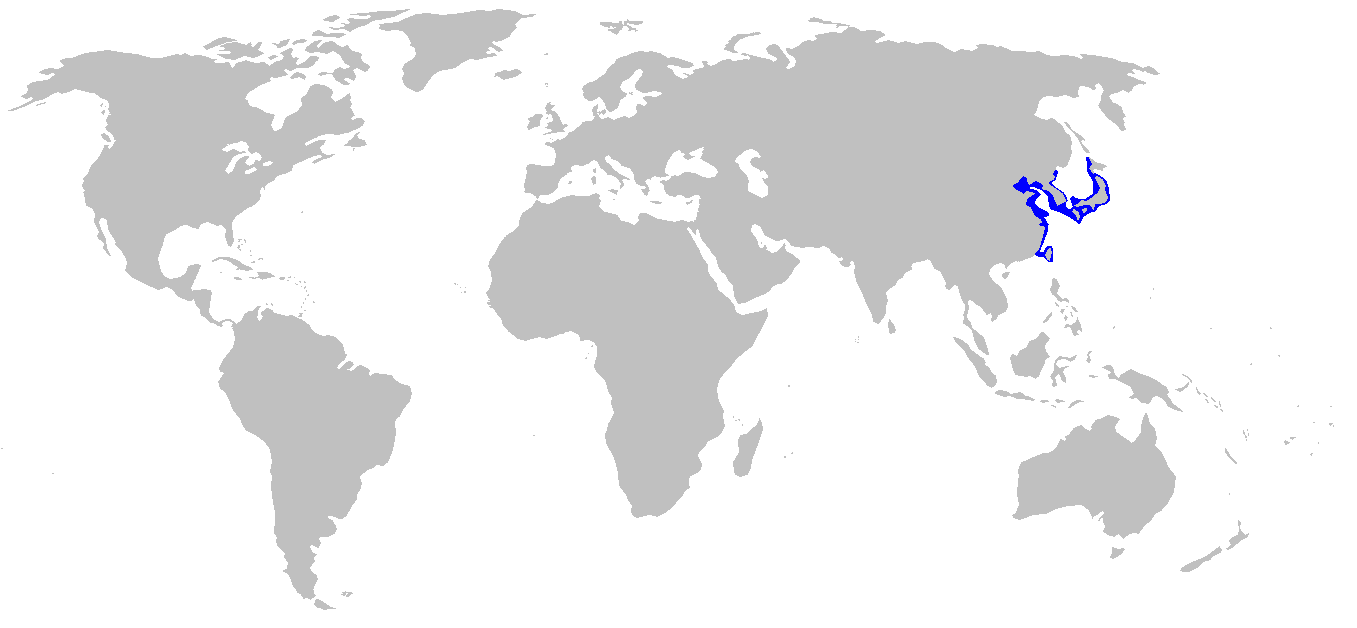
Verbreitungsgebiete des Japanischen Stierkopfhais

Der Japanische Stierkopfhai kommt nur im westlichen Nordpazifik vor der Küste von Japan, Korea, Nord-China und Taiwan vor.